# Stanislao Nievo
Pour les articles homonymes, voir Nievo.
Stanislao Nievo (Stanis en famille et pour les amis), né le 30 juin 1928 à Milan et mort le 12 juillet 2006 à Rome, est un écrivain, journaliste et réalisateur italien.

## Biographie
C'est l'arrière-petit-fils d'Ippolito Nievo, auteur de Le confessioni di un italiano. Il a présidé pendant de nombreuses années la Fondazione Ippolito Nievo, aujourd'huit Fondazione Ippolito e Stanislao Nievo.

### Jeunesse
Il est le second des quatre fils d'Antonio (petit-fils d'Alessandro, un frère d'Ippolito Nievo), agronome et propriétaire d'une usine de boutons, et de la noble Xavierine Nasalli Rocca.
À cause de la grande dépression de 1929, l'entreprise familiale entra en crise. Les Nievo déménagent à Borgo Montello, dans la campagne de l'Agro pontino. Ils y restèrent jusqu'en 1946, avec quelques séjours à Rome et dans le château de Colloredo de Monte Albano, que la famille Nievo possédait.
Après le lycée classique et un diplôme en sciences naturelles, Stanislao Nievo commença à voyager en Europe centrale et du Nord et en Afrique, pratiquant divers métiers : docker, mousse sur un bateau, cueilleur de fruits, ouvrier métallurgique, photographeur et enseignant d'italien.

### Carrière littéraire
Vers le milieu des années 1950 il collabora comme envoyé de Il Giornale d'Italia de 1954 à 1962, une activité qui ensuite le portera à collaborer avec divers quotidiens, dont Il Piccolo de 1959 à 1964, La Repubblica (1976), La Stampa (1978), Il Tempo (de 1987 à 1990), L'Independente (1994), Il Giornale, Il Gazzettino. 
Il écrivit divers romans, récits et poésies, et avec les romans Il prato in fondo al mare et Le isole del Paradiso il reçut, respectivement, le Prix Campiello en 1975 et le Prix Strega en 1987. Il a également publié des recueils de poèmes, tirés de passages littéraires de Viaggio verde (1976), Canto di pietra (1989), et Barca solare (2001).

#### Traductions
L'écrivain se lança aussi dans les traductions de Kipling (Capitaines courageux, une histoire du banc de Terre-Neuve), de Daniel Defoe (Robinson Crusoe) et de E dio creò le grandi balene, une anthologie de poésies et de récits sur les baleines, de tous temps et de tous pays, traduits en italien (avec Greg Gatenby, Mondadori, 1991).

### Divers
Il a travaillé comme présentateur de rubriques radiophoniques pour la Rai de 1979 à 1985.
Il a mis en scène de deux longs-métrages : Mal d'Africa (1968) et Germania, sette donne a testa (1970). Il fut en outre responsable de l'organisation du controversé, mais très apprécié succès mondial Mondo cane de Gualtiero Jacopetti, Cavara et Prosperi, en plus de Adieu Afrique (Africa addio) de Jacopetti et Prosperi.
Il a été un des membres fondateurs du WWF et de la « Forêt Idéale ». Il est l'inventeur du projet des « Parcs Littéraires ». En 2003, il a reçu le Prix Eugenio Montale pour son journalisme de voyage. Il a voyagé dans les cinq continents et en Antarctide.

## Œuvres
- Romans :
  - Il prato in fondo al mare (Mondadori, 1974 - Prix Campiello et Prix Comisso en 1975)
  - Aurora (Mondadori, 1979)
  - Il palazzo del silenzio (Mondadori, 1985)
  - Le isole del Paradiso (Mondadori - Prix Strega en 1987)
  - La balena azzurra (Mondadori, 1990)
  - Il sorriso degli dei (Marsilio, 1997)
  - Aldilà (Marsilio, 1999)
- En collaboration :
  - Le Tre Anime. Chi siamo. Da dove veniamo. Dove andiamo (avec Umberto Di Grazia et Mario Bruschi, Armando, 2001)
  - Gli ultimi cavalieri dell'Apocalisse (avec E. Pennetta, Marsilio, 2004)
- Récits :
  - Il padrone della notte (Mondadori, 1976 - Prix Eurocon en 1989)
  - Il cavallo nero (Stampatori, 1979)
  - Il tempo del sogno (Mondadori, 1993)
  - Tre racconti (Italica, 1999)
- Poésies :
  - Viaggio verde (Mondadori, 1976)
  - Canto di pietra (Mondadori, 1989 - Prix Brianza et Circe en 1990)
  - Barca solare (Rubbettino, 2001)

- Curatelles:

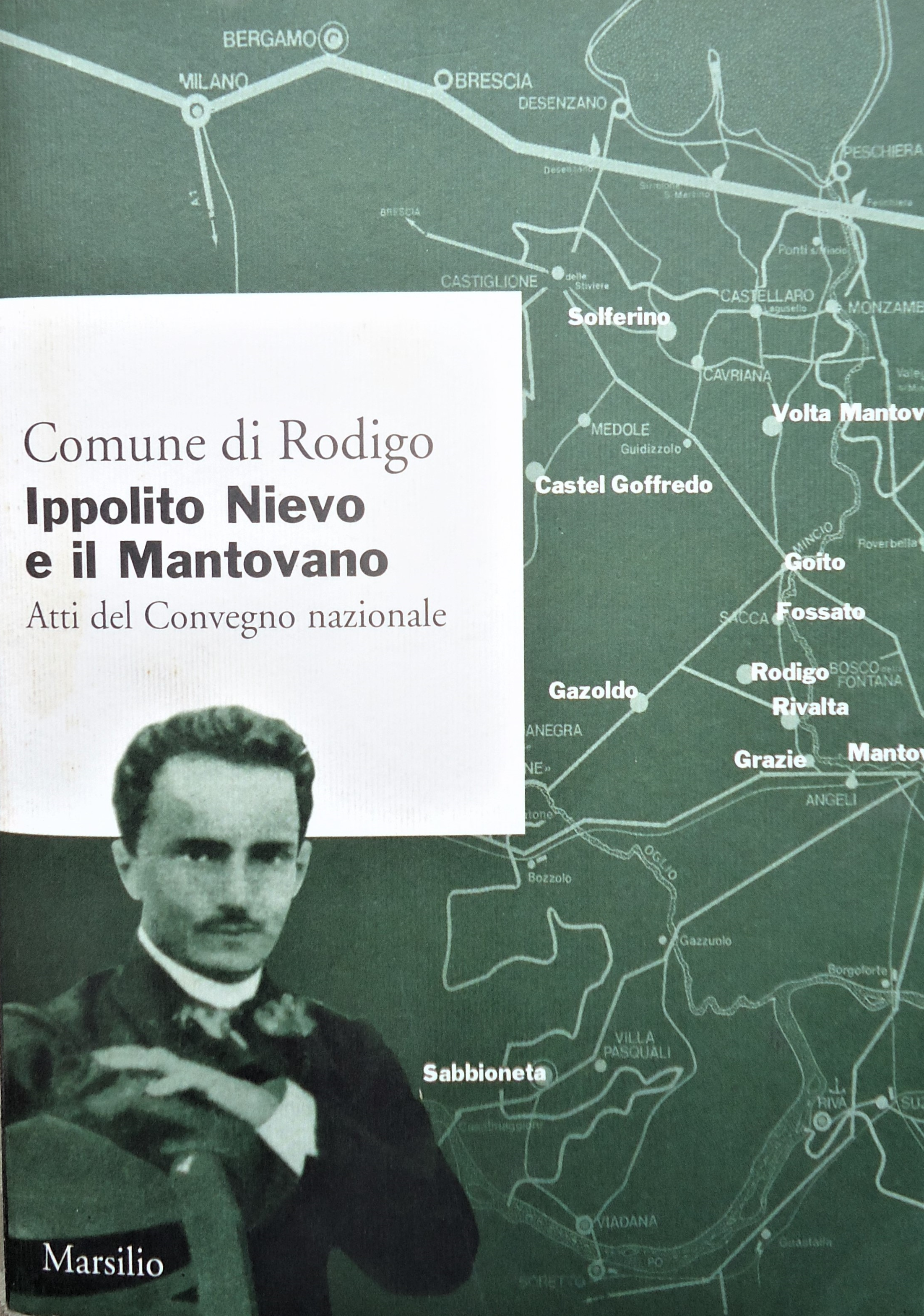
Comune di Rodigo, Ippolito Nievo e il Mantovano, Marsilio, 2001

  - Parchi letterari dell'Ottocento (Marsilio, 1998)
- Articles :
  - Mio zio Ippolito, dans Ippolito Nievo e il Mantovano. Atti del Convegno nazionale (Rodigo (MN) 7-9 octobre 1999), Marsilio, 2001, pp. 77-82.
- Alias :
  - Fotografie di Stanislao Nievo, Milan, Galleria d'arte Cortina, 1969
  - Mater Matuta. Rievocazione storica della Madre Mediterranea, (Marsilio, 1998) avec illustrations de Mario Schifano

## Expositions
- 2009 - - Storie di un viaggiatore, Château de Colloredo di Monte Albano (UD).
- 2009 - Storie di un viaggiatore, Udine,  Bibliothèque "V. Joppi".
- 2010-2011 - Il viaggiatore del sogno. La Melanesia di Stanislao Nievo tra letteratura ed etnografia, Rome, Musée national de préhistoire et d'ethnographie Luigi Pigorini.
- 2016-2017 - Il mendicante di stelle – Il narrare di Stanislao Nievo tra mito natura e letteratura, Bibliothèque nationale centrale de Rome.